# 多米尼克·拉波特
多米尼克·拉波特（法語：Dominique Laporte，法語發音：[dɔminik lapɔʁt]；1972年11月17日—），是一名法國侍酒師，2004年同時獲得法國最佳侍酒師和法國最佳工匠獎。

## 生平
多米尼克·拉波特在奧克西塔尼大區埃羅省贝济耶的讓-穆蘭職業學校取得專業資格（法語：Brevet d'études professionnelles，簡稱：BEP），接著又在佩皮尼昂的Moulin-à-Vent職業學校取得專業學士（法語：Baccalauréat professionnel，簡稱：BP），最後在L'Eclair職業學校取得技職教育當中最高認證的補充提及文憑（法語：Diplôme de mention complémentaire），也取得侍酒師的資格。
畢業後的多米尼克·拉波特以侍酒師的能力，在多家知名的餐廳工作，例如：巴黎第一區的莫里斯酒店，累積了相當豐富的經驗，而2004年他到了職業生涯的高峰：同年取得法國最佳侍酒師、法國最佳工匠獎，之後他選擇創業經營餐飲顧問公司，提供各式餐廳和酒文化的活動，例如：品酒活動、釀酒知識、侍酒師培訓、葡萄酒商的進修、協助餐廳開發酒類和餐點的菜單。

## 獲獎
- 1987年：法國最佳年輕侍酒師（法语：sommelier）
- 1998年：波特酒大師（法语：Master of Port）
- 2004年：
  - 法國最佳侍酒師（法语：Sommelier）
  - 法國最佳工匠獎
  - 歐洲最佳侍酒師（法语：Sommelier）第三名
- 2020年代替艾菲爾鐵塔二樓的餐廳儒勒·凡爾納（法語：Le Jules Verne）侍酒師邦雅曼·罗费（法語：Benjamin Roffet）參家歐洲最佳侍酒師[3]

## 相關連結
- 多米尼克·拉波特網站 （页面存档备份，存于）